# Hermann Roock
Hermann Roock (* 1939) ist ein deutscher Kanu-Sportler.

## Leben
Hermann Roock war Mitglied des Harburger Kanusport Harburg e. V., bei dem er seit dessen Gründung 1953 den Kanusport (Zweier-Kanadier) ausübte und mit seinem Partner Günter Brümmer zahlreiche Titel und acht Deutsche Meisterschaften gewann.
Wegen seiner sportlichen Erfolge wurde Roock Mitglied der deutschen Kanu-Nationalmannschaft. Bei den Weltmeisterschaften 1959 erreichte er den 12. Platz. 1963 wurde er mit Brümmer in der Mannschaftswertung Zweiter und gewann eine Silbermedaille. Bei den Weltmeisterschaften 1965 gewann er eine Bronzemedaille, bei den Weltmeisterschaften 1967 den 1. Platz.
Im Jahr 1977 gewann er mit Norbert Schmidt seine zweite Goldmedaille im Zweier-Slalom. Für seine sportlichen Leistungen wurde er mit dem Silbernen Lorbeerblatt ausgezeichnet.